# 9016 Henrymoore
9016 Henrymoore è un asteroide della fascia principale. Scoperto nel 1986, presenta un'orbita caratterizzata da un semiasse maggiore pari a 2,7318409 au e da un'eccentricità di 0,3750029, inclinata di 29,02202° rispetto all'eclittica.
L'asteroide è dedicato al geologo statunitense Henry J. Moore.